# L'Étonnement du voyageur
L'Étonnement du voyageur, 1987-1989 est un recueil de carnets de Claude Roy paru le 22 mars 1990 aux éditions Gallimard et ayant reçu la même année le Prix France Culture.

## Éditions
- L'Étonnement du voyageur, éditions Gallimard, 1990  (ISBN 2070719235)